# Harka, Norrtälje kommun
Harka är en småort i Frötuna socken i Norrtälje kommun, Stockholms län. 

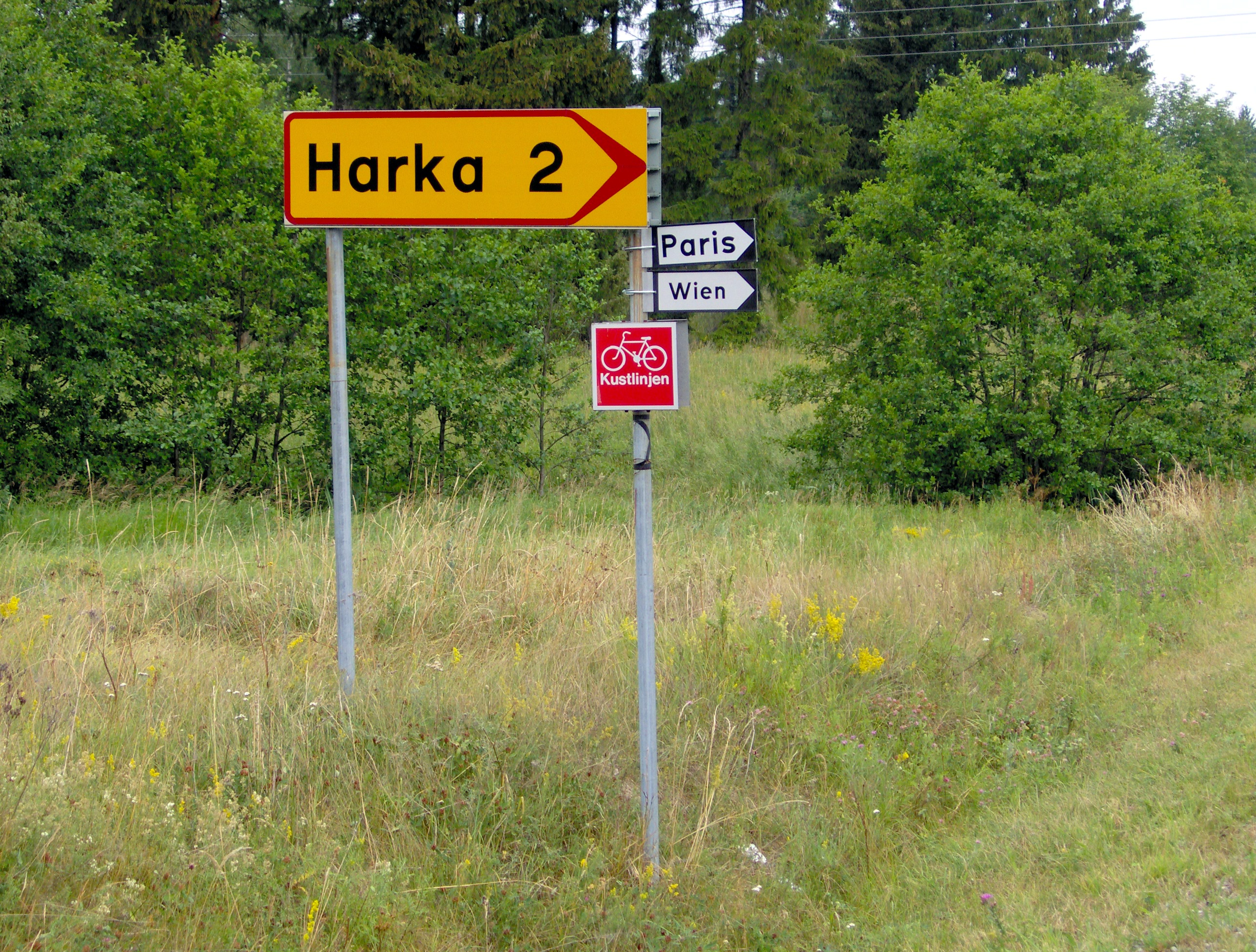
Skyltning mot Harka på Björnövägen.
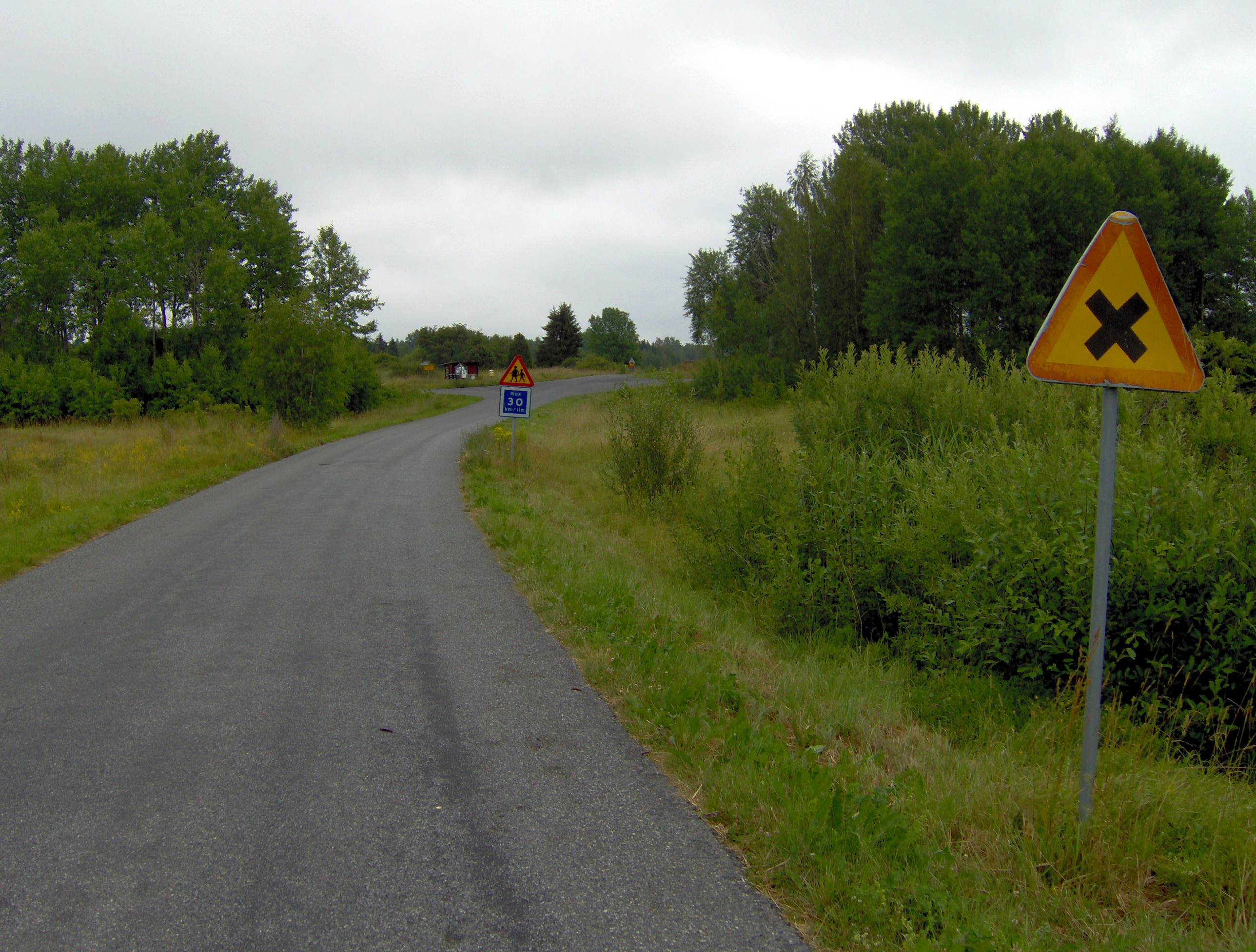
Korsningen där vägarna mot Harka, Paris och Wien skiljs åt.